# آراراکوارا
آراراکوارا (به پرتغالی: Araraquara) یک منطقهٔ مسکونی در برزیل است که در ایالت سائو پائولو واقع شده‌است. آراراکوارا ۱٬۰۰۴ کیلومتر مربع مساحت و ۲۲۶٬۵۰۸ نفر جمعیت دارد و ۶۶۴ متر بالاتر از سطح دریا واقع شده‌است.